# Frits Bakker Schut
Frits Bakker Schut (Rotterdam, 29 januari 1903 – 1966) was een Nederlands civiel ingenieur.

## Levensloop
Frits Bakker Schut was geboren op 29 januari 1903 als zoon van dr. ir. Pieter Bakker Schut en Johanna Wilhelmina Julius (haar oom was natuurkundige Victor August Julius).
Hij doorliep het lyceum en studeerde in 1927 af in de civiele techniek aan de Technische Hogeschool Delft. Daar promoveerde hij in 1933 in de technische wetenschappen op het proefschrift Industrie en woningbouw. Hij begon in 1927 als civiel ingenieur bij de gemeente Den Haag en was vervolgens werkzaam bij betonfabriek De Meteoor in De Steeg en bij Phillips in Eindhoven. Daarnaast adviseerde hij woningbouwverenigingen. Van 1931 tot 1935 was hij werkzaam bij de gemeente Groningen, waar hij in maart van dat jaar bij koninklijk besluit benoemd werd tot inspecteur der Volkshuisvesting. Die functie bekleedde hij vervolgens in Haarlem. Hij publiceerde verschillende werken.
In 1941 werd hij de eerste directeur van de Rijksdienst voor het Nationale Plan. Na de Tweede Wereldoorlog maakte hij diverse voorstellen voor de annexatie van Duitse gebieden door Nederland. Op de Duitslandconferentie in 1949 in Londen werden die plannen verworpen. Bakker Schut nam daarop ontslag en volgde zijn vader op als directeur Publieke Werken in Den Haag. Frits Bakker Schut was de vader van Sonja van der Gaast, een Nederlands politica en activiste, en Pieter Herman Bakker Schut, advocaat.